# Municipios de Japón
Japón posee tres niveles de divisiones administrativas de su territorio: nacional, prefectural y municipal. La nación está dividida en 47 prefecturas y cada prefectura está subdividida en municipios.
Shichōson (市町村?) es un sistema que forma parte de las entidades públicas locales (地方公共団体 chihō kōkyō dantai?) y que designa a los municipios de cada prefectura como ciudades (市 shi?), pueblos (町 chō, machi?) o villas (村 son, mura?).
La Prefectura de Tokio cuenta con un cuarto tipo de municipio, barrios especiales (特別区 tokubetsu ku?). A estos cuatro tipos de municipios se les conoce como shichōsonku (市町村区?), también como shikuchōson (市区町村?).
Una ciudad puede tener otras subdivisiones administrativas conocidas como barrio (区 ku?), sin embargo no son municipios. Los únicos barrios que son municipios son los barrios especiales de Tokio, por lo tanto, un hecho a notar es que Tokio no es una ciudad. La Prefectura de Tokio se compone por 23 barrios especiales.
El número total de municipios en Japón, al 10 de octubre de 2016 es de 1741.
| Tipo de municipios       | Tipo de municipios                        | Número |
| ------------------------ | ----------------------------------------- | ------ |
|                          | Ciudades (市 shi?)                        | 791    |
| Pueblos (町 chō, machi?) | 744                                       |        |
| Villas (村 son, mura?)   | 183                                       |        |
| Shichōson (市町村?)      | Shichōson (市町村?)                       | 1718   |
|                          | Barrios especiales (特別区 tokubetsu ku?) | 23     |
| Total de municipalidades | Total de municipalidades                  | 1741   |

## Historia del sistema shichōson

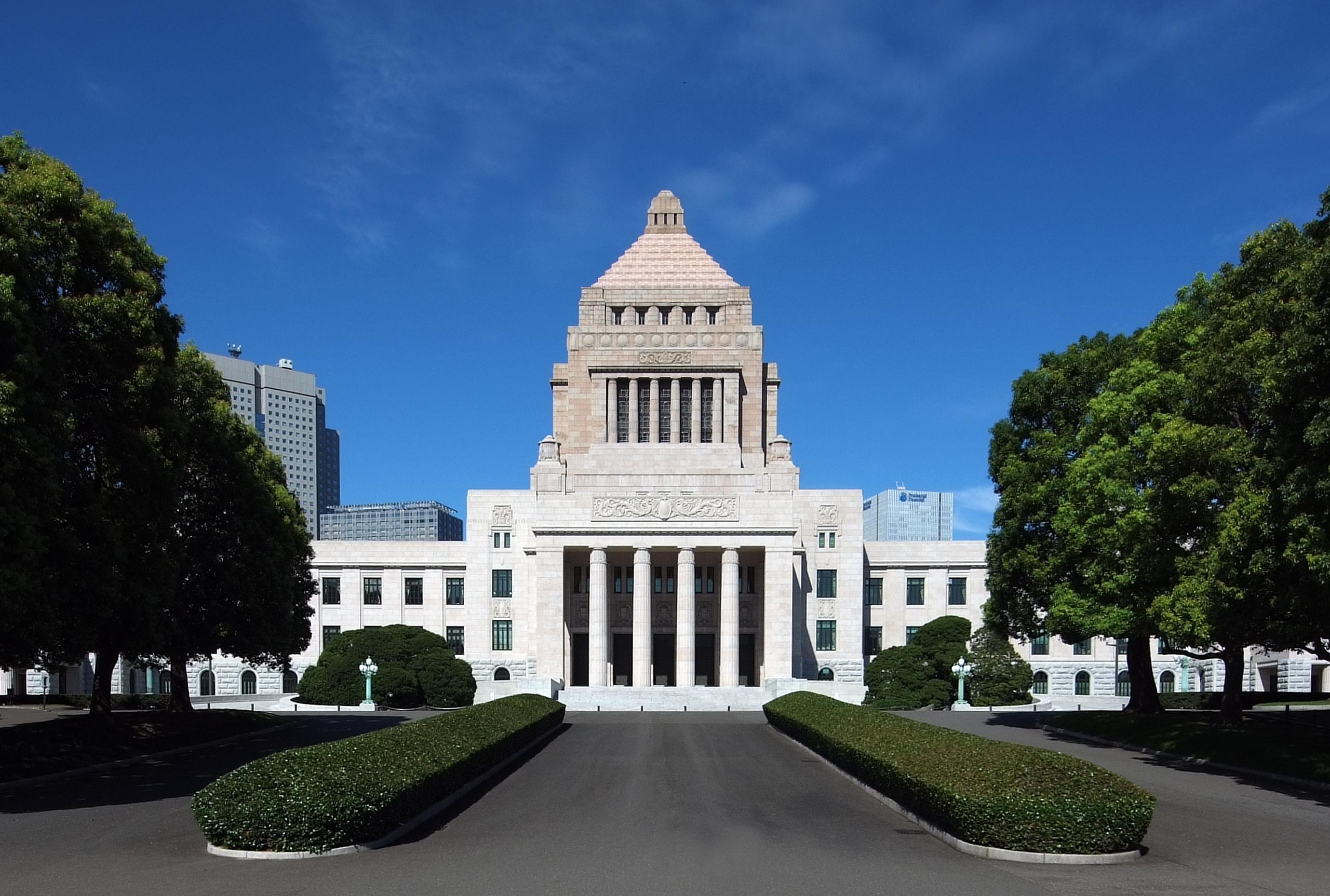
Edificio de la Dieta Nacional en Tokio.

En 1889 fue establecida la Dieta Nacional (国会 kokkai?). En 1890 se estableció el sistema de prefecturas (府県制 fukensei?).
El 25 de abril de 1888, sin incluir a las Prefecturas de Hokkaidō y de Okinawa, se promulgó el sistema de ciudades (市制 shi-sei?) y el sistema de pueblos y villas (町村制 chōson-sei?), que entraron en vigor el 1 de abril de 1889. Estos dos sistemas tuvieron como objetivo la aplicación de las leyes que designan a las entidades públicas locales, las oficinas administrativas y las oficinas de policía de las ciudades, pueblos y villas.
En 1911 el sistema de ciudades (Ley No.68) y el sistema de pueblos y villas (Ley No.69) fueron separados. Después de esto se realizó una gran revisión.
Después del final de la guerra, ambos sistemas fueron abolidos con la promulgación de la Ley de Autonomía Local en 1947.

## Condiciones para la designación de una ciudad, pueblo o villa
Para la designación de una ciudad es necesario cumplir lo siguiente (artículo 8, parráfo 1).
- Contar con una población mayor a 50,000 habitantes. Sin embargo, desde 1965, las disposiciones de la Ley de Provisiones Especiales relacionadas con la Fusión de municipalidades (artículo 7, No.59) permite un mínimo de 30,000 personas.
- Tener un 60% o más del número total de hogares en el centro de la ciudad.
- Las personas dedicadas a la industria, al comercio y a las empresas de negocios corresponda al 60% de la población total.
- Contar con un equipamiento urbano y otros requisitos para la ciudad, establecido por los reglamentos de la prefectura.

Para la designación de un pueblo es necesario cumplir con los requisitos especificados en el artículo 8 párrafo 2 (población, unidades de transporte, oficinas públicas, porcentaje de ocupación de la industria).
No existe una ley para designar una villa. Si los requisitos de ciudad y los requisitos de pueblo no se cumplen automáticamente se establece como una villa.

### Promoción de villas y pueblos a ciudades
Para que una villa o un pueblo sea promovida a ciudad, o que una villa sea promovida a pueblo, los alcaldes de los municipios deben obtener la aprobación del Gobierno prefectural e informar inmediatamente al Ministro de Asuntos Interiores y Comunicaciones (artículo 8, párrafo 3).
Si una ciudad ya no cumple con los criterios necesarios puede volver a ser un pueblo o una villa, de la misma manera, un pueblo que ya no cumple con los criterios necesarios puede volver a ser una villa. El proceso es el mismo descrito en el artículo 8, parráfo 3. Hasta 2015 ninguna ciudad o pueblo ha sido revertida.

### Población necesaria para que una villa sea promovida a pueblo
En cada prefectura se requiere un mínimo de población para que una villa sea promovida a pueblo.
| Población mínima  | Prefecturas con villas | Prefecturas sin villas       |
| ----------------- | --- | ---------------------------- |
| 15,000 habitantes | | Tochigi                      |
| 10,000 habitantes | Iwate, Gunma, Tokio, Niigata | Fukui, Kagawa                |
| 8000 habitantes   | Aomori, Yamagata, Fukushima, Nagano, Osaka, Nara, Shimane, Kōchi, Ōita, Okinawa                                                                        | Ishikawa, Shizuoka           |
| 7000 habitantes   | | Saga                         |
| 5000 habitantes   | Hokkaidō, Miyagi, Akita, Ibaraki, Saitama, Chiba, Kanagawa, Yamanashi, Gifu, Aichi, Kioto, Wakayama, Tokushima, Fukuoka, Kumamoto, Miyazaki, Kagoshima | Mie, Shiga, Yamaguchi, Ehime |
| 4000 habitantes   | Tottori | Hiroshima, Nagasaki          |
| 3000 habitantes   | Toyama, Okayama | Hyōgo                        |

## Prefecturas sin ninguna villa
En 1962 Hyōgo fue la primera prefectura sin contar con ninguna villa, en 1970 Kagawa también dejó de tener villas. Desde 2006, un total de 13 prefecturas no cuentan con ninguna villa.
Sin embargo todas las prefecturas cuentan con ciudades y pueblos.
| Región  | Prefectura | Fecha                  | Notas |
| ------- | ---------- | ---------------------- | --- |
| Kantō   | Tochigi    | 3 de marzo de 2006     | La villa Kuriyama (栗山村 Kuriyama-mura?) pasó a formar parte de la ciudad Nikkō (日光市 Nikkō-shi?).                                                                                         |
| Chūbu   | Ishikawa   | 1 de marzo de 2005     | La villa Yanagida (柳田村 Yanagida-mura?) se fusionó con 2 pueblos para formar el pueblo Noto (能登町 Noto-chō?).                                                                             |
| Chūbu   | Fukui      | 3 de marzo de 2006     | La villa Natashō (名田庄村 Natashō-mura?) se fusionó con 1 pueblo para formar el pueblo Ōi (おおい町 Ōi-chō?).                                                                                |
| Chūbu   | Shizuoka   | 1 de julio de 2005     | La villa Tatsuyama (龍山村 Tatsuyama-mura?) se fusionó con 2 ciudades y 8 pueblos para formar la ciudad Hamamatsu (浜松市 Hamamatsu-shi?).                                                    |
| Kinki   | Mie        | 10 de enero de 2006    | La villa Udono (鵜殿村 Udono-mura?) pasó a formar parte del pueblo Kihō (紀宝町 Kihō-chō?). La villa Miyakawa (宮川村 Miyakawa-mura?) pasó a formar parte del pueblo Ōdai (大台町 Ōdai-chō?). |
| Kinki   | Shiga      | 1 de enero de 2005     | La villa Kutsuki (朽木村 Kutsuki-mura?) se fusionó con 5 pueblos para formar la ciudad Takashima (高島市 Takashima-shi?).                                                                     |
| Kinki   | Hyōgo      | 1 de abril de 1962     | La villa Ae (阿閇村 Ae-mura?) fue renombrada como pueblo Harima (播磨町 Harima-chō?). |
| Chūgoku | Hiroshima  | 5 de noviembre de 2004 | La villa Toyomatsu (豊松村 Toyomatsu-son?) se fusionó con 3 pueblos para formar el pueblo Jinseki Kōgen (神石高原町 Jinseki Kōgen-chō?).                                                      |
| Chūgoku | Yamaguchi  | 20 de marzo de 2006    | La villa Hongō (本郷村 Hongō-son?) pasó a formar parte de la ciudad Iwakuni (岩国市 Iwakuni-shi?).                                                                                            |
| Shikoku | Kagawa     | 15 de febrero de 1970  | La villa Saita (財田村 Saita-son?) fue renombrada como pueblo Saita (財田町 Saita-chō?). Actualmente forma parte de la ciudad Mitoyo (三豊市 Mitoyo-shi?).                                    |
| Shikoku | Ehime      | 16 de enero de 2005    | La villa Asakura (朝倉村 Asakura-mura?) y la villa Sekizen (関前村 Sekizen-mura?) pasaron a formar parte de la ciudad Imabari (今治市 Imabari-shi?).                                          |
| Kyūshū  | Saga       | 20 de marzo de 2006    | La villa Sefuri (脊振村 Sefuri-mura?) se fusionó con 2 pueblos para formar la ciudad Kanzaki (神埼市 Kanzaki-shi?).                                                                           |
| Kyūshū  | Nagasaki   | 1 de octubre de 2005   | La villa Ōshima (大島村 Ōshima-mura?) pasó a formar parte de la ciudad Hirado (平戸市 Hirado-shi?).                                                                                           |

## Manera de leer 町 y 村 en los nombres de los pueblos y villas
El kanji 町 puede leerse como machi o chō y el kanji 村 puede leerse como mura o son. La unidad de pueblos y villas se encarga de establecer la lectura correspondiente a cada pueblo y a cada villa.
La lectura del kanji 町 varía en cada región. En la Región de Kantō tiene la lectura machi, en la Región de Kinki y en la Región de Shikoku tiene la lectura chō. Al este de Japón (excepto en Hokkaidō) se usa más la lectura machi. Especialmente en la Prefectura de Iwate y en la Prefectura de Miyagi, el número de pueblos que tienen la lectura machi o chō es casi el mismo. Al contrario, en la mayor parte del oeste de Japón la lectura del kanji 町 es chō.
La lectura del kanji 村 es mura desde el este de Japón hasta la Región Kinki, al oeste de Japón algunas prefecturas usan la lectura mura y otras prefecturas usan la lectura son. Sin embargo, las 19 villas de la Prefectura de Okinawa tienen la lectura son.

### Lectura de 町
Se indica la lectura que se usa en cada prefectura. En el caso de las prefecturas que utilizan mayormente una lectura se expresa el nombre los pueblos que utilizan la lectura contraria. En el caso de las prefecturas que utilizan ambas lecturas se expresa el nombre de todos los pueblos.
| Región   | Prefectura | Lectura | Notas |
| -------- | ---------- | ------- | --- |
| Hokkaidō | Hokkaidō   | chō※    | ※128 de 129 pueblos. Solamente un pueblo se lee machi: Mori-machi (森町?). |
| Tōhoku   | Aomori     | machi※  | ※19 de 22 pueblos. Tres pueblos se leen chō: Oirase-chō (おいらせ町?), Nanbu-chō (南部町?) y Hashikami-chō (階上町?). |
| Tōhoku   | Iwate      | chō     | 9 pueblos: Shizuku'ishi-chō (雫石町?), Shiwa-chō (紫波町?), Yahaba-chō (矢巾町?), Kanegasaki-chō (金ケ崎町?), Hira'izumi-chō (平泉町?), Sumita-chō (住田町?), Ōtsuchi-chō (大槌町?), Iwa'izumi-chō (岩泉町?) y Hirono-chō (洋野町?).                                                                         |
| Tōhoku   | Iwate      | machi   | 6 pueblos: Kuzumaki-machi (葛巻町?), Iwate-machi (岩手町?), Nishiwaga-machi (西和賀町?), Yamada-machi (山田町?), Karumai-machi (軽米町?) e Ichinohe-machi (一戸町?). |
| Tōhoku   | Miyagi     | machi   | 11 pueblos: Misato-machi (美里町?), Kami-machi (加美町?), Matsushima-machi (松島町?), Shichigahama-machi (七ヶ浜町?), Kawasaki-machi (川崎町?), Murata-machi (村田町?), Ōgahara-machi (大河原町?), Shibata-machi (柴田町?), Marumori-machi (丸森町?), Zaō-machi (蔵王町?) y Shichikashuku-machi (七ヶ宿町?). |
| Tōhoku   | Miyagi     | chō     | 9 pueblos: Rifu-chō (利府町?), Taiwa-chō (大和町?), Ōsato-chō (大郷町?), Watari-chō (亘理町?), Yamamoto-chō (山元町?), Onagawa-chō (女川町?), Shikama-chō (色麻町?), Wakuya-chō (涌谷町?) y Minamisanriku-chō (南三陸町?).                                                                                   |
| Tōhoku   | Akita      | machi   | 6 pueblos: Gojōme-machi (五城目町?), Hachirōgata-machi (八郎潟町?), Ikawa-machi (井川町?), Fujisato-machi (藤里町?), Ugo-machi (羽後町?) y Kosaka-machi (小坂町?). |
| Tōhoku   | Akita      | chō     | 3 pueblos: Misato-chō (美郷町?), Mitane-chō (三種町?) y Happō-chō (八峰町?). |
| Tōhoku   | Yamagata   | machi※  | ※18 de 19 pueblos. Solamente un pueblo se lee chō: Kahoku-chō (河北町?). |
| Tōhoku   | Fukushima  | machi   | Todos los pueblos (31 pueblos). |
| Kantō    | Ibaraki    | machi   | Todos los pueblos (10 pueblos): Ami-machi (阿見町?), Daigo-machi (大子町?), Goka-machi (五霞町?), Ibaraki-machi (茨城町?), Kawachi-machi (河内町?), Ōarai-machi (大洗町?), Sakai-machi (境町?), Shirosato-machi (城里町?), Tone-machi (利根町?) e Yachiyo-machi (八千代町?).                                 |
| Kantō    | Tochigi    | machi   | Todos los pueblos (11 pueblos). |
| Kantō    | Gunma      | machi   | Todos los pueblos (15 pueblos). |
| Kantō    | Saitama    | machi   | Todos los pueblos (22 pueblos). |
| Kantō    | Chiba      | machi   | Todos los pueblos (16 pueblos). |
| Kantō    | Tokio      | machi   | Todos los pueblos (5 pueblos). |
| Kantō    | Kanagawa   | machi   | Todos los pueblos (13 pueblos). |
| Chūbu    | Niigata    | machi   | Todos los pueblos (6 pueblos). |
| Chūbu    | Toyama     | machi   | Todos los pueblos (4 pueblos). |
| Chūbu    | Ishikawa   | machi   | 6 pueblos: Kawakita-machi (川北町?), Tsubata-machi (津幡町?), Uchinada-machi (内灘町?), Shika-machi (志賀町?), Nakanoto-machi (中能登町?) y Anamizu-machi (穴水町?). |
| Chūbu    | Ishikawa   | chō     | 2 pueblos: Hōdatsushimizu-chō (宝達志水町?) y Noto-chō (能登町?). |
| Chūbu    | Fukui      | chō     | Todos los pueblos (8 pueblos). |
| Chūbu    | Yamanashi  | chō※    | ※7 de 8 pueblos. Solamente un pueblo se lee machi: Fujikawaguchiko-machi (富士河口湖町?). |
| Chūbu    | Nagano     | machi※  | ※22 de 23 pueblos. Solamente un pueblo se lee chō: Anan-chō (阿南町?). |
| Chūbu    | Gifu       | chō     | Todos los pueblos (19 pueblos). |
| Chūbu    | Shizuoka   | chō※    | ※11 de 12 pueblos. Solamente un pueblo se lee machi: Mori-machi (森町?). |
| Chūbu    | Aichi      | chō     | Todos los pueblos (14 pueblos). |
| Kinki    | Mie        | chō     | Todos los pueblos (15 pueblos). |
| Kinki    | Shiga      | chō     | Todos los pueblos (6 pueblos). |
| Kinki    | Kioto      | chō     | Todos los pueblos (10 pueblos). |
| Kinki    | Osaka      | chō     | Todos los pueblos (9 pueblos). |
| Kinki    | Hyōgo      | chō     | Todos los pueblos (12 pueblos). |
| Kinki    | Nara       | chō     | Todos los pueblos (15 pueblos). |
| Kinki    | Wakayama   | chō     | Todos los pueblos (20 pueblos). |
| Chūgoku  | Tottori    | chō     | Todos los pueblos (14 pueblos). |
| Chūgoku  | Shimane    | chō※    | ※9 de 10 pueblos. Solamente un pueblo se lee machi: Kawamoto-machi (川本町?). |
| Chūgoku  | Okayama    | chō     | Todos los pueblos (10 pueblos). |
| Chūgoku  | Hiroshima  | chō     | Todos los pueblos (9 pueblos). |
| Chūgoku  | Yamaguchi  | chō     | Todos los pueblos (6 pueblos). |
| Shikoku  | Tokushima  | chō     | Todos los pueblos (15 pueblos). |
| Shikoku  | Kagawa     | chō     | Todos los pueblos (9 pueblos). |
| Shikoku  | Ehime      | chō     | Todos los pueblos (9 pueblos). |
| Shikoku  | Kōchi      | chō     | Todos los pueblos (17 pueblos). |
| Kyūshū   | Fukuoka    | machi※  | ※29 de 30 pueblos. Solamente un pueblo se lee chō: Onga-chō (遠賀町?). |
| Kyūshū   | Saga       | chō※    | ※9 de 10 pueblos. Solamente un pueblo se lee machi: Kōhoku-machi (江北町?). |
| Kyūshū   | Nagasaki   | chō     | Todos los pueblos (8 pueblos). |
| Kyūshū   | Kumamoto   | machi※  | ※20 de 23 pueblos. Tres pueblos se leen chō: Asagiri-chō (あさぎり町?), Yamato-chō (山都町?) y Hikawa-chō (氷川町?). |
| Kyūshū   | Ōita       | machi   | Todos los pueblos (3 pueblos). |
| Kyūshū   | Miyazaki   | chō     | Todos los pueblos (14 pueblos). |
| Kyūshū   | Kagoshima  | chō     | Todos los pueblos (20 pueblos). |
| Okinawa  | Okinawa    | chō     | Todos los pueblos (11 pueblos). |

### Lectura de 村
No se muestran las prefecturas que no cuentan con ninguna villa. Las prefecturas que solamente cuentan con una villa se indican con ※.
| Región   | Prefectura | Lectura | Notas                                                                     |
| -------- | ---------- | ------- | ------------------------------------------------------------------------- |
| Hokkaidō | Hokkaidō   | mura    | Todas las villas (15 villas).                                             |
| Tōhoku   | Aomori     | mura    | Todas las villas (8 villas).                                              |
| Tōhoku   | Iwate      | mura    | Todas las villas (5 villas).                                              |
| Tōhoku   | Miyagi     | mura    | ※Ōhira-mura (大衡村?).                                                    |
| Tōhoku   | Akita      | mura    | Todas las villas (3 villas).                                              |
| Tōhoku   | Yamagata   | mura    | Todas las villas (3 villas).                                              |
| Tōhoku   | Fukushima  | mura    | Todas las villas (15 villas).                                             |
| Kantō    | Ibaraki    | mura    | Todas las villas (2 villas): Miho-mura (美浦村?) y Tōkai -mura (東海村?). |
| Kantō    | Gunma      | mura    | Todas las villas (8 villas).                                              |
| Kantō    | Saitama    | mura    | ※Higashichichibu-mura (東秩父村?).                                        |
| Kantō    | Chiba      | mura    | ※Chōsei-mura (長生村?).                                                   |
| Kantō    | Tokio      | mura    | Todas las villas (8 villas).                                              |
| Kantō    | Kanagawa   | mura    | ※Kiyokawa-mura (清川村?).                                                 |
| Chūbu    | Niigata    | mura    | Todas las villas (4 villas).                                              |
| Chūbu    | Toyama     | mura    | ※Funahashi-mura (舟橋村?).                                                |
| Chūbu    | Yamanashi  | mura    | Todas las villas (6 villas).                                              |
| Chūbu    | Nagano     | mura    | Todas las villas (35 villas).                                             |
| Chūbu    | Gifu       | mura    | Todas las villas (2 villas).                                              |
| Chūbu    | Aichi      | mura    | Todas las villas (2 villas).                                              |
| Kinki    | Kioto      | mura    | ※Minamiyamashiro-mura (南山城村?).                                        |
| Kinki    | Osaka      | mura    | ※Chihaya'akasaka-mura (千早赤阪村?).                                      |
| Kinki    | Nara       | mura    | Todas las villas (12 villas).                                             |
| Kinki    | Wakayama   | mura    | ※Kitayama-mura (北山村?).                                                 |
| Chūgoku  | Tottori    | son     | ※Hiezu-son (日吉津村?).                                                   |
| Chūgoku  | Shimane    | mura    | ※Chibu-mura (知夫村?).                                                    |
| Chūgoku  | Okayama    | son     | Todas las villas (2 villas).                                              |
| Shikoku  | Tokushima  | son     | ※Sanagōchi-son (佐那河内村?).                                             |
| Shikoku  | Kōchi      | mura    | Todas las villas (6 villas).                                              |
| Kyūshū   | Fukuoka    | mura    | Todas las villas (2 villas).                                              |
| Kyūshū   | Kumamoto   | mura    | Todas las villas (8 villas).                                              |
| Kyūshū   | Ōita       | mura    | ※Himeshima-mura (姫島村?).                                                |
| Kyūshū   | Miyazaki   | son     | Todas las villas (3 villas).                                              |
| Kyūshū   | Kagoshima  | mura    | 2 villas: Mishima-mura (三島村?) y Toshima-mura (十島村?).                |
| Kyūshū   | Kagoshima  | son     | 2 villas: Yamato-son (大和村?) y Uken-son (宇検村?).                      |
| Okinawa  | Okinawa    | son     | Todas las villas (19 villas).                                             |

## Estadísticas

### Municipalidades por prefectura
Número de municipalidades en base al resumen del Ministerio de Asuntos Interiores y Comunicaciones (総務省). La más reciente fusión municipal fue el 5 de abril de 2014. Los últimos datos de la organización municipal son del 10 de octubre de 2016.
| Prefectura  | Total municipios | Ciudades | Pueblos | Villas | Barrios especiales | Total municipalidades |
| ----------- | ---------------- | -------- | ------- | ------ | ------------------ | --------------------- |
| Hokkaidō    | 179              | 35       | 129     | 15     | 0                  | 179                   |
| Aomori      | 40               | 10       | 22      | 8      | 0                  | 40                    |
| Iwate       | 33               | 14       | 15      | 4      | 0                  | 33                    |
| Miyagi      | 35               | 14       | 20      | 1      | 0                  | 35                    |
| Akita       | 25               | 13       | 9       | 3      | 0                  | 25                    |
| Yamagata    | 35               | 13       | 19      | 3      | 0                  | 35                    |
| Fukushima   | 59               | 13       | 31      | 15     | 0                  | 59                    |
| Ibaraki     | 44               | 32       | 10      | 2      | 0                  | 44                    |
| Tochigi     | 25               | 14       | 11      | 0      | 0                  | 25                    |
| Gunma       | 35               | 12       | 15      | 8      | 0                  | 35                    |
| Saitama     | 63               | 40       | 22      | 1      | 0                  | 63                    |
| Chiba       | 54               | 37       | 16      | 1      | 0                  | 54                    |
| Tokio       | 39               | 26       | 5       | 8      | 23                 | 62                    |
| Kanagawa    | 33               | 19       | 13      | 1      | 0                  | 33                    |
| Niigata     | 30               | 20       | 6       | 4      | 0                  | 30                    |
| Toyama      | 15               | 10       | 4       | 1      | 0                  | 15                    |
| Ishikawa    | 19               | 11       | 8       | 0      | 0                  | 19                    |
| Fukui       | 17               | 9        | 8       | 0      | 0                  | 17                    |
| Yamanashi   | 27               | 13       | 8       | 6      | 0                  | 27                    |
| Nagano      | 77               | 19       | 23      | 35     | 0                  | 77                    |
| Gifu        | 42               | 21       | 19      | 2      | 0                  | 42                    |
| Shizuoka    | 35               | 23       | 12      | 0      | 0                  | 35                    |
| Aichi       | 54               | 38       | 14      | 2      | 0                  | 54                    |
| Mie         | 29               | 14       | 15      | 0      | 0                  | 29                    |
| Shiga       | 19               | 13       | 6       | 0      | 0                  | 19                    |
| Kioto       | 26               | 15       | 10      | 1      | 0                  | 26                    |
| Osaka       | 43               | 33       | 9       | 1      | 0                  | 43                    |
| Hyōgo       | 41               | 29       | 12      | 0      | 0                  | 41                    |
| Nara        | 39               | 12       | 15      | 12     | 0                  | 39                    |
| Wakayama    | 30               | 9        | 20      | 1      | 0                  | 30                    |
| Tottori     | 19               | 4        | 14      | 1      | 0                  | 19                    |
| Shimane     | 19               | 8        | 10      | 1      | 0                  | 19                    |
| Okayama     | 27               | 15       | 10      | 2      | 0                  | 27                    |
| Hiroshima   | 23               | 14       | 9       | 0      | 0                  | 23                    |
| Yamaguchi   | 19               | 13       | 6       | 0      | 0                  | 19                    |
| Tokushima   | 24               | 8        | 15      | 1      | 0                  | 24                    |
| Kagawa      | 17               | 8        | 9       | 0      | 0                  | 17                    |
| Ehime       | 20               | 11       | 9       | 0      | 0                  | 20                    |
| Kōchi       | 34               | 11       | 17      | 6      | 0                  | 34                    |
| Fukuoka     | 60               | 28       | 30      | 2      | 0                  | 60                    |
| Saga        | 20               | 10       | 10      | 0      | 0                  | 20                    |
| Nagasaki    | 21               | 13       | 8       | 0      | 0                  | 21                    |
| Kumamoto    | 45               | 14       | 23      | 8      | 0                  | 45                    |
| Ōita        | 18               | 14       | 3       | 1      | 0                  | 18                    |
| Miyazaki    | 26               | 9        | 14      | 3      | 0                  | 26                    |
| Kagoshima   | 43               | 19       | 20      | 4      | 0                  | 43                    |
| Okinawa     | 41               | 11       | 11      | 19     | 0                  | 41                    |
|             |                  |          |         |        |                    |                       |
| Japón Total | 1718             | 791      | 744     | 183    | 23                 | 1741                  |

## Subdivisiones de Japón que no son municipios
Además de las divisiones prefecturales y municipales, Japón cuenta con otras divisiones administrativas que no son municipios:
- Barrios (区 ku?): Fuera de los 23 barrios especiales de Tokio, los barrios son una subdivisión de las ciudades designadas, cuentan con una oficina de barrio que se encargada de realizar funciones administrativas que normalmente realizan los gobiernos prefecturales.
- Subprefecturas (支庁 shichō?): Son pequeñas administraciones locales de las prefecturas.
- Distritos (郡 gun?): Generalmente se refiere a una agrupación de pueblos y villas, sin embargo en algunas ocasiones el distrito solo contiene un municipio.
- Provincias (道 dō?): Son los nombres de áreas geográficas o divisiones, similares o comparables a las prefecturas actuales, que se usaron en el pasado hasta los primeros años de la era Meiji.

## Complemento explicativo
Las palabras cho y machi son usadas también para las direcciones en áreas urbanas. En esas instancias las denominaciones no corresponde a municipios. En casos muy raros un mura (villa municipal) también podría contener un machi (pueblo por nombre en su dirección urbana).
Un ejemplo de que chō no es una municipalidad es Awaji-chō (淡路町?), que es un pequeño vecindario de un barrio especial llamado Chiyoda en Tokio. En este caso, a pesar de poseer chō al final, Awaji-chō no se refiere en sí a un municipio como tal.